# Danna ga Nani o Itteiru ka Wakaranai Ken
Danna ga Nani o Itteiru ka Wakaranai-Ken (旦那が何を言っているかわからない?  lit. No entiendo lo que dice mi esposo) es un manga japonés en forma de yonkoma, creado por Coolkyousinnjya. La serie trata sobre la vida diaria de Kaoru, una secretaria que trabaja duro, y su esposo otaku Hajime. Los capítulos son publicados en la web de pixiv e impresos por la editorial Ichijinsha. El primer volumen fue lanzado el 29 de diciembre de 2011 y el cuarto volumen fue publicado el 26 de junio de 2014.
También cuenta con una adaptación al anime producida por el estudio Seven que fue emitida en Japón por la cadena KBS desde el 4 de octubre de 2014 y terminó el 25 de diciembre del mismo año.Cuenta con una segunda temporada que comenzó a emitirse el 2 de abril de 2015 y finalizó el 25 de junio de 2015. Yukari Tamura es la voz de Kaoru y Suzumura Kenichi es la voz de Hajime.

## Sinopsis
La serie gira en torno a un otaku como "esposo" y a "Kaoru", su esposa. Muestra la vida de casados de una pareja, en clave de humor se narra como se adapta el marido a su esposa, y viceversa, y los problemas que les crea toda la situación. Así como las demás vivencias que tienen como pareja.

## Personajes
Hajime Tsunashi (つなし はじめ Tsunashi Hajime?)
 Seiyū: Suzumura Kenichi
Tiene 23 años. Sangre tipo AB, Sagitario. Es un otaku. Ha ganado varios cientos de miles de yenes al mes como escritor de un blog de reviews. Tras dejarlo, comenzó a trabajar como diseñador de páginas web gracias a Miki-san, un conocido. Tiene experiencia laboral previa, en el trabajo que tenía a tiempo parcial en la tienda donde conoció a Kaoru. Hace ejercicio, de modo que es bastante musculoso.
Kaoru Samura/Tsunashi (サムラ/つなし カオル Samura/Tsunashi Kaoru?)
 Seiyū: Yukari Tamura
Tiene 25 años. Sangre tipo O, Cáncer. Es una empleada de una compañía común. No sabe nada sobre pasatiempos otakus (cuando a veces ve a su esposo jugando algún juego o viendo la TV no acaba de entenderlo, pero se adapta a ello), y también ignora la jerga que se utiliza. Suele preocuparse porque la esclerótica del ojo se le ve mucho, pero parece que a su marido le gusta. Es rubia teñida, inicialmente su cabello era negro (azul oscuro en el anime) hasta después de la luna de miel. A veces Hajime dice que es una "esclava laboral" debido a que ella trabaja en una empresa (demasiado, según él). Fuma, y se le da mal cocinar.
Youta "Mayotama" Tsunashi
 Seiyū: Horino Sayaka
Estudiante universitario, aunque dado su aspecto la gente suele creer que es una estudiante de instituto/preparatoria. Es el hermano menor de Hajime. Su nombre real es Tsunashi Yōta 十陽太. Mayotama es su apodo en Internet (en 2-Channel), y su hermano también lo llama así. Kaoru pensó que era la hermana de su marido cuando lo conoció ya que por lo general está vestido de mujer. Se dedica a la creación y venta de dōjinshi. Su género son las obras Yaoi, BL (Boys Love). Aunque asegura no hacer obras muy populares, siempre suele vender 1.000 copias o más en los eventos especializados centrados en el dōjinshi. Utiliza a su hermano mayor como protagonista en sus obras. Siente un fuerte apego por su hermano mayor, y parece sentirse atraído por Miki-san.
Rino Juse
 Seiyū: Kugimiya Rie
Amiga de Kaoru. Tiene un aspecto muy joven, algo infantil, y escasa estatura. Está casada con un boxeador más joven que ella. Sus amigas la llaman Rinocchi.
Ella y su esposo son los protagonistas de una obra derivada, del mismo autor, llamada さび抜きカノジョ Sabi-nuki Kanojo. En sentido literal significa: La novia del sushi sin wasabi. Se puede entender como "Novia para niños" o "novia sin picardía". El sushi sin wasabi se suele dar a niños o a personas que no toleren o no gusten del picante, lo que lleva la segunda idea.
Nozomu Juse
 Seiyū: Sakai Toshifumi
Marido boxeador de Rino. Hajime, de un vistazo, se dio cuenta de que era un poco inútil.
Tanaka
 Seiyū: Shintani Ryoko
Es la amiga doctora de Kaoru. Se casó manteniendo su apellido de soltera, por lo que el apellido de su marido es diferente.
Yamada
 Seiyū: Tonosaki Daisuke
Marido de Tanaka-san. Hajime se da cuenta de inmediato de que lleva peluca. Sin embargo su esposa no sabía nada de ello, hasta que Hajime lo comenta nada más verle.
Mikiん
 Seiyū: Shimizu Kaori
Director de una agencia de detectives. Es un conocido de Hajime. En Internet es conocido como Destiny Fucker (en 2-Channel). Mayotama tiene cierta fijación con él.
Denji Tsunashi
Padre de Hajime. Es incapaz de creer que su hijo se haya casado, incluso en la boda.
Kyōko Tsunashi
 Seiyū: Mitsuishi Kotono
Madre de Hajime. Se parece a Kaoru en que es una persona jovial y animada. Es dura con sus hijos. Por alguna razón se refiere a su hijo mayor, Hajime, como "Takashi". Cuando se emociona mucho o está muy nerviosa abre mucho los ojos.
Miri Samura
Madre de Kaoru. Falleció antes del inicio de la obra. Aunque en origen el nombre era Misato, nombre citado en el segundo tomo, a partir del tomo cuarto se cambió a Miri. En la serie de animación se usa este último.
Tadashi Samura
 Seiyū: Kazuma Horie
Tío materno de Kaoru. Es cocinero. Es la persona que ocupó el lugar del padre de Kaoru, así que Kaoru lo considera su padre. Él corresponde a Kaoru ejerciendo de padre, y cuidándola como tal.
Ai
 Seiyū: Sugano Mai
Hija de un familiar de Kaoru. Su madre es golfista profesional, y su padre es el caddie de esta misma jugadora.